# Cavolinia uncinata
Cavolinia uncinata är en snäckart som först beskrevs av Rang 1829.  Cavolinia uncinata ingår i släktet Cavolinia och familjen Cavoliniidae. Inga underarter finns listade i Catalogue of Life.